# UFC 191
UFC 191: Johnson vs Dodson 2 — событие организации смешанных боевых искусств Ultimate Fighting Championship, которое прошло 5 сентября 2015 года в спортивном комплексе MGM Grand Garden Arena в американском городе Лас-Вегас.

## Положение до турнира
Ранее предполагалось, что главным боем вечера станет поединок за титул чемпиона UFC в полутяжёлом весе между действующим чемпионом Дэниелом Кормье и главным претендентом Александром Густафссоном. Позже выяснилось, что Кормье травмировал колено и не успеет восстановиться к сентябрю, поэтому их бой был перенесён на UFC 192. Турнир возглавил бой за титул чемпиона UFC в наилегчайшем весе между действующим чемпионом Деметриусом Джонсоном и главным претендентом Джоном Додсоном. Их первая встреча прошла на UFC on Fox: Johnson vs. Dodson и завершилась победой Джонсона единогласным решением судей.
Вторым по значимости поединком стал бой между бывшими чемпионами UFC в тяжёлом весе Андреем Орловским и Фрэнком Миром.
Энтони Джонсон должен был встретиться с Яном Блаховичем, однако Джонсона сняли с этого поединка и выставили против Джими Манувы на этот же турнир. Блаховичу, в свою очередь, выдали нового противника, победителя The Ultimate Fighter 19 в полутяжёлом весе Кори Андерсона.
В рамках турнира UFC 192 должен был состояться бой между Лесли Смит и Ракель Пеннингтон. Но Смит вынуждена была сняться с турнира по причине травмы, а Пеннингтон перенесли на UFC 191, где её соперницей должна была стать бывшая претендентка на титул чемпиона Лиз Кармуш. Однако Кармуш выбыла из турнира из-за травмы и её заменила Жессика Андради. Их поединок стал матчем-реваншем после победы Андради над Пеннингтон раздельным решением на UFC 171.
Ожидалось, что соперником Клэя Колларда станет Андре Фили, но по причине травмы Фили был вынужден сняться с боя и его заменил Тиагу Тратор.

## Результаты
| Категория                            |                       |      |                    | Способ                                     | Раунд | Время |
| Основные бои                         |                       |      |                    |                                            |       |       |
| Наилегчайший веc                     | Деметриус Джонсон (ч) | поб. | Джон Додсон        | Единогласное решение (49-46, 49-46, 50-45) | 5     | 5:00  |
| Тяжёлый веc                          | Андрей Орловский      | поб. | Фрэнк Мир          | Единогласное решение (29-28, 29-28, 30-27) | 3     | 5:00  |
| Полутяжёлый вес                      | Энтони Джонсон        | поб. | Джими Манува       | Нокаут (удары)                             | 2     | 0:28  |
| Полутяжёлый вес                      | Кори Андерсон         | поб. | Ян Блахович        | Единогласное решение (30-25, 30-25, 29-26) | 3     | 5:00  |
| Женский минимальный вес              | Пейдж Ванзант         | поб. | Алекс Чемберс      | Болевой приём (рычаг локтя)                | 3     | 1:01  |
| Предварительные бои (Fox Sports 1)   |                       |      |                    |                                            |       |       |
| Лёгкий вес                           | Росс Пирсон           | поб. | Пол Фельдер        | Раздельное решение (28-29, 30-27, 29-28)   | 3     | 5:00  |
| Легчайший вес                        | Джон Линекер          | поб. | Франсиско Ривера   | Удушающий приём (гильотина)                | 1     | 2:08  |
| Женский легчайший вес                | Ракель Пеннингтон     | поб. | Жессика Андради    | Удушающий приём (сзади)                    | 2     | 4:58  |
| Полулёгкий вес                       | Тиагу Тратор          | поб. | Клэй Коллард       | Раздельное решение (29-28, 28-29, 29-28)   | 3     | 5:00  |
| Предварительные бои (UFC Fight Pass) |                       |      |                    |                                            |       |       |
| Средний вес                          | Джо Риггс             | поб. | Рон Столлингз      | Дисквалификация (запрещённый удар ногой)   | 2     | 2:28  |
| Лёгкий вес                           | Жоакин Силва          | поб. | Насарено Малегарие | Раздельное решение (28-29, 30-27, 30-27)   | 3     | 5:00  |

## Награды
Следующие бойцы получили бонусные выплаты в размере $50 000:
- Лучший бой вечера: Жон Линекер против Франциско Риверы
- Выступление вечера: Энтони Джонсон и Ракель Пеннингтон